# Manoel Francisco de Azevedo Júnior
Manoel Francisco de Azevedo Júnior (Rio de Janeiro, 10 de junho de 1865 – Rio de Janeiro, 17 de junho de 1944) foi um médico brasileiro.
Doutorado pela Faculdade de Medicina do Rio de Janeiro em 1890. Foi eleito membro da Academia Nacional de Medicina em 1915, sucedendo Júlio Oscar de Novaes Carvalho na Cadeira 68, que tem Arnaldo Tertuliano de Oliveira Quintella como patrono.